# 嘉陽愛子
嘉陽愛子（1985年12月11日—）, 是一名日本女性歌手。神奈川縣出身，身高154cm，血型A型。所屬公司為FITONE和艾迴唱片。有「あいぴー」的綽號。

## 人物介紹
- 出道前曾參加「早安少女組。LOVE Audition21」，並去到最後一回選拔。
- 聲線偏向「萌聲」，也有擔任過一些配音員工作。
- 說話用詞被認為和小倉優子差不多。
- 略懂魔術。
- SPHERE LEAGUE所舉辦的女性藝人室內足球隊伍之一的「TEAM dream」成員。

## 音樂作品

### 單曲
1. 瞳の中の迷宮（c/w：solitude）
2003年12月10日
動畫「暗與帽子與書的旅人」片頭曲
2. 愛してね♥もっと（c/w：Eyes）
2004年4月14日
動畫「天上天下」片尾曲、電視劇「エコエコアザラク～眼～」片尾曲
3. Fantasy
2004年11月17日
4. いえないコトバ
2004年11月25日
動畫「サムライガン」片尾曲
5. ring!Ring!!RING!!!
2004年12月1日
6. traveller
2004年12月8日
7. こころの惑星～Little planets～（c/w：STEP BACK IN TIME）
2005年5月25日
動畫「植木的法則」第一首片尾曲
8. 彼女はゴキゲンななめ（c/w：さすらいの天使）
2005年7月27日
9. Hold on to love（c/w：Callin'～僕を呼ぶ声～）
2006年1月25日
網路遊戲「伊希歐之夢」主題曲
10. ☆HOME MADE STAR☆～嘉陽愛子のテーマ～（c/w：Orange road）
2006年8月23日
網路遊戲「伊希歐之夢」
11. cosmic cosmetics（c/w：約束の樹の下で…／Bonus Track：愛してね♥もっとAnimelo Summer Live 2006 -OUTRIDE- version）
2006年11月15日
12. 勇気のチカラ（c/w：Destiny～未来という名の物語～）
2007年4月4日発売
電視遊戲「史上最強弟子兼一～激闘！ラグナレク八拳豪～」片頭曲、片尾曲

### 專輯
1. Dolce
2006年3月1日
瞳の中の迷宮／愛してね♥もっと／Fantasy／いえないコトバ／ring!Ring!!RING!!!／traveller／こころの惑星～Little planets～／彼女はゴキゲンななめ／Hold on to love／緑の季節／さすらいの天使／夕暮れはラブ・ソング

### DVD
- THE SHORT STORY OF エコエコアザラク～眼～

2004年5月26日
- エコエコアザラク～眼～ ディレクターズカット DVD-BOX

2004年5月26日
- 愛子・歌謡博

2005年7月27日

### 其他
- OUTRIDE（「Animelo Summer Live 2006」主題曲）

## 主要參與作品

### 電視演出
- シブスタ
- 暗與帽子與書的旅人（レイラ）
- アイドル刑事（TBS）
- Girl's BOX「サンタの涙」（アイコ役） (2005年12月，BS-i)

### 廣播
- 嘉陽愛子・集合mode（アニスパ／文化放送＆BSQR489）
- 嘉陽愛子・放課後mode→おかえりmode（文化放送）
- ゴチャ2

### 演唱會
- Animelo Summer Live 2006 -OUTRIDE-

### 書籍
- Pretty Private

## 外部連結
- Aiko Kayo Official Site